# III. Szelim Giráj krími kán
III. Szelim Giráj (krími tatár: III Selim Geray, ٣ سليم كراى), (1713 – 1786) krími tatár kán, II. Fetih Giráj kán fia.

## Első uralkodása
Szelim 1748 és 1756 között Arszlán kán kalgája volt. 1765-ben a szultán őt nevezte ki krími kánnak, miután Kirim Girájt lemondatta. Szelim fivéreit, Mehmedet és Kirimet tette meg kalgának és núreddinnek. Több kánhoz hasonlóan ő is a terjeszkedő Orosz Birodalmat tekintette a Krím legfőbb ellenfelének, így oroszellenes politikát folytatott. Megparancsolta, hogy űzzék el a bahcsiszeráji orosz konzult (de aztán hagyta magát megvesztegetni), sürgette a szultánt, hogy egyezzen ki Ausztriával és kössenek egy oroszellenes paktumot és hogy követelje a cártól a kabardok földjén levő erődjeik lerombolását. A szultán viszont nem akarta provokálni az oroszokat és 1767-ben leváltotta Szelimet. Helyére az idős Arszlán Girájt ültette vissza a trónra, aki még azelőtt meghalt, hogy a Krímre ért volna.

## Második uralkodása
Mikor 1770-ben újból a kánság élére került már javában dúlt az orosz-török háború és az oszmánok képtelenek voltak megvédeni a saját és a krími tatárok területét. Látván az orosz fölényt, a besszarábiai és kubanyi nogájok felmondták a török és krími vazallusi függést és felajánlották szolgálataikat a cárnak. Szelim is kapott hasonló ajánlatot Pétervárról, de ő visszautasította a tárgyalásokat. Ezután 1771-ben Vaszilij Dolgorukij herceg vezetése alatt orosz sereg tört be a félszigetre, júniusban megfutamítottak egy hetvenezres tatár sereget és elfoglalták a perekopi erődöt. Utána Kaffa mellett győztek le kilencvenötezer tatárt és elfoglalták Arabat, Kercs, Jenikale és Balaklava erődjeit. A tatár klánokban, sőt a Giráj dinasztián belül is megerősödött az orosz orientáció és ennek köszönhetően a cári csapatok a bégek támogatásával gyorsan megszállták az egész kánságot. Nagy Katalin cárnő ígéretet tett, hogy maguk választhatnak kánt és kivívhatják függetlenségüket a Török Birodalomtól. Szelim látszólag kiegyezett az oroszokkal, de nem tett eleget a követelésüknek (nem adta túszul fiait). Mikor az orosz katonák körbevették a házát, megszökött és Törökországba menekült.
Szelim 1786-ban halt meg a törökországi Vize városában.

## Fordítás
Ez a szócikk részben vagy egészben  a(z)   Селим III Герай című orosz Wikipédia-szócikk ezen változatának fordításán alapul.  Az eredeti cikk szerkesztőit annak laptörténete sorolja fel. Ez a jelzés csupán a megfogalmazás eredetét és a szerzői jogokat jelzi, nem szolgál a cikkben szereplő információk forrásmegjelöléseként.
| Előző uralkodó: Kirim Giráj | Krími kán 1765 – 1767 | Következő uralkodó: Arszlán Giráj |

| Előző uralkodó: II. Kaplan Giráj | Krími kán 1770 – 1771 | Következő uralkodó: Makszud Giráj |